# 44-й отдельный разведывательный артиллерийский дивизион
44-й отдельный разведывательный артиллерийский ордена Богдана Хмельницкого дивизион Резерва Главного Командования — воинское формирование Вооружённых Сил СССР, принимавшее участие в Великой Отечественной войне.
Сокращённое наименование — 44-й орадн РГК.

## История
Сформирован 27 апреля 1944 года на основании приказа Командующего артиллерией Красной армии № 570638 от 26 апреля 1944 года и приказа КУАЛ № 0150-137 по штату № 08/614 в составе 3-й корпусной артиллерийской бригады РГК из батарей артиллерийской разведки ранее входивших в 1520-й кап и 1521-й кап.
В действующей армии с 20.06.1942 по 11.05.1945.
В ходе Великой Отечественной войны вёл артиллерийскую разведку в интересах артиллерийских частей 3-й кабр  1-го Белорусского и 4-го Украинского  фронтов.

## Состав
штат 08/614
- Штаб
- Хозяйственная часть
- 1-я батарея звуковой разведки (1-я бзр)
- 2-я батарея звуковой разведки (2-я бзр)
- батарея топогеодезической разведки (бтр)
- взвод оптической разведки (взор)
- измерительно-пристрелочный взвод (ипв)
- фотограмметрический взвод (фв)
- взвод обеспечения

## Подчинение
| Дата                | Фронт                 | Армия         | Корпус | Дивизия | Бригада | Примечания |
| ------------------- | --------------------- | ------------- | ------ | ------- | ------- | ---------- |
| 6.06.44 -20.08.44г. | 1-й Белорусский фронт | 28-я армия    | -      | -       | 3 кабр  | -          |
| 20.08.44 -1.10.44г  | 1-й Белорусский фронт | 48-я армия    | -      | -       | 3 кабр  | -          |
| 1.10.44-31.21. 44г. | 2-й Белорусский фронт | -             | -      | -       | 3 кабр  | -          |
| 1.01.45-28.02.45г   | 4-й Украинский фронт  | 38-я армия    | -      | -       | 3 кабр  | -          |
| 1.03.45-6.05.45г    | 4-й Украинский фронт  | 1-я гв. армия | -      | -       | 3 кабр  | -          |
| 6.05.45-11.05.45г   | 4-й Украинский фронт  | 38-я армия    | -      | -       | 3 кабр  | -          |

## Командование дивизиона
Командир дивизиона
- подполковник Федоренко Григорий Павлович
- капитан Эвенчик Моисей Аронович

Начальник штаба дивизиона
- капитан Смирнов Сергей Александрович
- капитан Крымов Владимир Васильевич

Заместитель командира дивизиона по политической части
- майор Оганесов Шамирович
- капитан Гусинский Моисей Ефимович

Помощник начальника штаба дивизиона
- ст. лейтенант Крымов Владимир Васильевич
- ст. лейтенант Крыжановский Владимир Михайлович

Помощник командира дивизиона по снабжению
- гв. майор Бухгалтер Павел Яковлевич

## Командиры подразделений дивизиона
Командир 1-й БЗР
- ст. лейтенант Монченко Николай Михайлович

Командир 2-й БЗР
- капитан Эвенчик Моисей Аронович
- ст. лейтенант Жуков Александр Алексеевич

Командир БТР
- капитан Нуждин Василий Михайлович
- лейтенант Фролов Анатолий Васильевич

Командир ВЗОР
- лейтенант Жадавский Сергей Васильевич
- ст. лейтенант Геращенко Иван Степанович

Командир ИПВ
- лейтенант Шершенёв Даниил Аронович

Командир ФГВ
- мл. лейтенант Ванин Иван Павлович

## Награды и почётные наименования
| Награды и наименования               | дата         | за что получена |
| ------------------------------------ | ------------ | --- |
| Орден Богдана Хмельницкого 3 степени | 4.05.1945 г. | награжден указом Президиума Верховного Совета СССР за образцовое выполнение боевых заданий командования в боях с немецкими захватчиками при овладении городом Оломоуц и проявленные при этом доблесть и мужество . |